# Manuel Mendívil
Manuel Mendívil Yocupicio (Huatabampo, 24 de agosto de 1935-15 de agosto de 2015) fue un jinete mexicano que compitió en las modalidades de concurso completo y salto ecuestre.

## Trayectoria
Compitió en tres Juegos Olímpicos de Verano en la modalidad de concurso completo. Debutó en los Juegos Olímpicos de Tokio 1964, donde quedó noveno en la prueba por equipos y el 32.º en individual. Posteriormente participó en los Juegos Olímpicos de Múnich 1972, donde no acabó ninguna de las dos pruebas. Finalmente disputó los Juegos Olímpicos de Moscú 1980, donde logró la medalla de bronce en la prueba por equipos y el décimo en individual. Además, obtuvo tres medallas en los Juegos Panamericanos entre los años 1967 y 1975.

## Palmarés internacional
| Juegos Olímpicos     | Juegos Olímpicos          | Juegos Olímpicos  | Juegos Olímpicos |
| Año                  | Lugar                     | Medalla           | Categoría        |
| -------------------- | ------------------------- | ----------------- | ---------------- |
| 1980                 | Moscú (URSS)              | Medalla de bronce | Por equipos      |
| Juegos Panamericanos |                           |                   |                  |
| Año                  | Lugar                     | Medalla           | Categoría        |
| 1971                 | Cali (Colombia)           | Medalla de oro    | Individual       |
| 1975                 | Ciudad de México (México) | Medalla de bronce | Por equipos      |

| Juegos Panamericanos | Juegos Panamericanos | Juegos Panamericanos | Juegos Panamericanos |
| Año                  | Lugar                | Medalla              | Categoría            |
| -------------------- | -------------------- | -------------------- | -------------------- |
| 1967                 | Winnipeg (Canadá)    | Medalla de bronce    | Individual           |